# Vallentuna
Vallentuna è una cittadina (tätort) della Svezia centrale, situata nella contea di Stoccolma; è il capoluogo amministrativo della municipalità omonima.
Una parte del territorio della cittadina è compreso nei confini della municipalità di Täby.